# Finlândia nos Jogos Olímpicos de Verão de 1992
A Finlândia competiu nos Jogos Olímpicos de Verão de 1992, realizados em Barcelona, Espanha.